# جامعة قم
جامعة قم (بالفارسية:دانشگاه قم) جامعة حكومية إيرانية تقع في مدينة قم جنوب العاصمة طهران. تم تأسيسها في 1980 م، بمساحة 13 دنم. وتضم الجامعة 6 كليات، ومراكز للبحوث والدراسات، و97 فرعا دراسيا ويوجد فيها أكثر من 300 أستاذ وحوالي 8 طالب وطالبة.

## تاريخ الجامعة
لقد تم إنشاء هذه الجامعة عام 1980 م بعد مصادقة المجلس الأعلى للثورة الإسلامية على ذلك بمساعى من محمد بهشتى رئيس المجلس التشريعي ومحمد جواد باهنر رئيس وزراء تلك الفترة.. بدأت الجامعة نشاطاتها تحت إشراف مجمع محققي ومدرسي الحوزة العلمية لمدينة قم حيث كانت تحمل اسم «المعهد العالي للقضاء». بدأ المعهد يستقبل طلاب الحوزة العلمية بشكل رسمي عام 1981 م غير أنه وبعد موافقة المجلس الأعلى للثورة الثقافية، قام باستقبال حاملي الشهادة الثانوية عام 1986 م. تحول المعهد العالي للقضاء إلي الجامعة عام 1999 م. تطورت الجامعة في مدة قصيرة تطورا ملحوظا حيث بلغ عدد فروع الجامعة من 12 قسم في عام 1997 م إلى 30 قسم في عام 2001 م.

## الكليات والأقسام
- كلية الآداب
- كلية التخطيط
- كلية العلوم وتحتوي على قسم الأحياء، الرياضيات، الفيزياء، الكيمياء وعلوم الحاسوب
- كلية العلوم الإسلامية
- كلية القانون
- كلية الهندسة